# La Gloria, Ocosingo
La Gloria är en ort i Mexiko.   Den ligger i kommunen Ocosingo och delstaten Chiapas, i den sydöstra delen av landet, 800 km öster om huvudstaden Mexico City. La Gloria ligger 1 095 meter över havet och antalet invånare är 232.
Terrängen runt La Gloria är kuperad. Runt La Gloria är det glesbefolkat, med 16 invånare per kvadratkilometer. Närmaste större samhälle är Ocosingo, 11,4 km sydost om La Gloria. I omgivningarna runt La Gloria växer i huvudsak städsegrön lövskog.